# Лопухов, Андрей Васильевич
Андре́й Васи́льевич Лопухо́в (8 [20] августа 1898, Санкт-Петербург — 23 мая 1947, Ленинград) — артист балета и педагог, мастер характерного танца. Заслуженный артист РСФСР (1939)

## Биография
Вырос в семье, тесно связанной с балетом, младший из четырёх братьев и сестёр, учившихся в хореографическом отделении Императорского театрального училища и ставших артистами петербургской сцены. Старшая сестра Евгения, как и Андрей, имела амплуа характерной танцовщицы, кроме академической сцены выступала на эстраде и в оперетте. Фёдор Лопухов, известен не только как танцовщик Мариинского театра, но в большей мере как балетмейстер, возглавивший в 1920-е годы хореографическую труппу ГАТОБ и активно искавший в своих постановках новые пути развития хореографии. В 1930-е годы он стал создателем балета Малого театра. Следующая сестра — Лидия Лопухова (1892—1981) — известна выступлениями в Русских Сезонах Дягилева, выйдя замуж за английского экономиста Кейнса, выступала в США и Великобритании с 1910 по 1934 годы.
Хореографическое образование получил в Петроградском театральном училище. Его педагогами называют Л. С. Леонтьева и А. В. Ширяева, однако надо заметить, что А. В. Ширяев, выдающийся мастер характерного танца, покинул Россию, когда Андрею Лопухову было около 11 лет и вернулся, когда тот уже был танцовщиком ГАТОБ. Окончил училище в 1916 году и поступил в Мариинский театр, где проработал до 1945 года. Участвовал в постановках, осуществляемых его братом Фёдором в создаваемом ленинградском Малом оперном театре. Был ведущим характерным танцовщиком Ленинграда,
С 1927 преподавал искусство характерного танца в специальном классе в театре и Ленинградском хореографическом училище, с 1930 — в ленинградском Малом оперном театре и эстрадном техникуме. Одновременно с 1938 в Московском хореографическом училище.
Судя по воспоминаниям Л. И. Абызовой «Военные хроники ленинградского балета», опубликованным на сайте Академии русского балета им. Вагановой , во время Великой Отечественной войны находился вместе с театром в эвакуации в Перми, также как брат Фёдор и старшая сестра Евгения, которая скончалась там в 1943 году. В эвакуации продолжал преподавание в хореографическом училище.
Среди его учеников: И. Д. Бельский, Ю. Н. Григорович, Т. В. Балтачеев, И. Н. Утретская, Н. Р. Мириманова.
В соавторстве с А. И. Бочаровым и А. В. Ширяевым написал учебник «Основы характерного танца», первое методическое пособие в этой области, изданное в 1939 году. В 2010 году издательство «Лань» переиздало учебник (ISBN 978-5-8114-0601-2). Рукопись написанных им мемуаров «20 лет характерного танцовщика» хранится в библиотеке Ленинградского отделения ВТО.

## Партии
Андрей Лопухов быстро стал ведущим характерным танцовщиком, исполнявшим партии и танцы во многих балетах классического репертуара: танцы — испанский в балете П. И. Чайковского «Лебединое озеро» и «Арагонской хоте» на музыку М. И. Глинки, славянский, украинский в балете Ц. Пуни «Конёк-Горбунок», сарацинский и панадерос в балете А. К. Глазунова «Раймонда», фанданго на музыку Э. Ф. Направника в балете Л. Минкуса «Дон Кихот», форбан в балете А. Адана «Корсар», мазурку, краковяк и лезгинку в операх М. И. Глинки «Иван Сусанин», «Руслан и Людмила», половецкие пляски в опере Бородина «Князь Игорь». М. достигал впечатления стихийной мощи и темперамента танец в балете Л. Минкуса «Баядерка».
Большое внимание уделял скрупулёзной отработке внешнего рисунка партии и драматурги разработке роли. Благородство лаконичного жеста, красота выверенного до мелочей пластич. рисунка, особая элегантность отличали его исполнение в академич. репертуаре. Упорной. вдумчивой работой достигал впечатления стихийной мощи и темперамента.
Участвовал во многих постановках Фёдора Лопухова, которые в 1920-е годы имели экспериментальный характер и часто не имели видимого успеха. Он участвовал (7 марта 1923 года) в постановке экспериментального балета «Величие мироздания» на музыку 4-й симфонии Бетховена, в котором балетмейстер пытался языком танца выразить философскую концепцию эволюционного развития. Несмотря на то, что балет не имел успеха и выдержал всего одну постановку, оригинальность и глубина замысла были таковы, что эта балет постоянно обсуждается специалистами. Также не получил успеха балет композитора В. Дешевова «Красный вихрь» (29 октября 1924), в котором А. Лопухов исполнял танцы шпаны, признанные наиболее удачными в этой постановке. В том же Андрей Лопухов исполнил роль Чернобога, в поставленном Фёдором 26 марта 1924 года скоморошьем действии на музыку М. Мусоргского «Ночь на Лысой горе». Постановка также не получила успеха, возможно из-за явного несоответствия серьёзного характера музыки идее скоморошьего зрелища. Фёдор возвращается к идее скоморошьего зрелища, поставив 2 января 1927 года «Байку про лису, петуха, кота да барана» на музыку И. Ф. Стравинского. В этом спектакле Андрей танцевал петуха. В том же году (27 апреля 1927 года) Фёдор поставил на музыку Э. Грига имевший большой успех балет «Ледяная дева», насыщенный норвежскими этнографическими мотивами. В нём этом балете Андрей исполнил партию Дружко. Спектакль по форме напоминал классические роман и вскоретические балеты, а элементы новизны были заметны только искушенному зрителю. Мотивы этой постановки нашли своё развитие в ряде советских балетов. В 1935 году Фёдор Лопухов уже на сцене Малого оперного театра ставит балет Д. Д. Шостаковича «Светлый ручей». В постановке приняли участие и Андрей, и старшая сестра Евгения Лопухова. Спектакль был откровенно пропагандистским, прославлял счестливую жизнь советских колхозников. Сначала он был принят вполне благосклонно и Фёдора Лопухова даже пригласили поставить этот спектакль в Большом театре. Но видимо, картина счастья была слишком вызывающа и вскоре несколько балетов Шостаковича были подвергнуты разгромной критике.
В 1930-е годы Андрей Лопухов исполнит несколько партий в балетах поставленных набирающим силу балетмейстером В. И. Вайнонен. На премьере 25 февраля 1930 года он исполнил партию начальника футбольной команды в балете Д. Д. Шостаковича «Золотой век», сюжет которого строился вокруг поездки советской футбольной команды за рубеж.
В развитии советского балета определённой вехой была, осуществлённая В. И. Вайноненом 7 ноября 1932 (15-летний юбилей Октябрьской революции) постановка «Пламя Парижа» композитора Б. В. Асафьева. В ней Андрей Лопухов исполнял партию баска. Если в балетах классического репертуара характерные танцы носили дивертисментный (развлекательный) характер, и не были жестко связаны с основной сюжетной линией, то в этом балете в соответствии с революционной идеей спектакля народные массы становятся главным действующим лицом, массовые танцы, такие как танец басков выходят на первый план. Актёрская игра и темперамент Андрея Лопухова внесли свой вклад в успех спектакля.
Ещё одна работа с В. И. Вайоненом состоится в 1937 году 10 мая прошла премьера посвященного гражданской войне балета Б. В. Асафьева «Партизанские дни», в котором А. Лопухов исполнил роль отца Керима.
В 1930-е годы в советском балете свёртывались новаторские поиски, преобладающей формой стала хореодрама, одним из ведущих балетмейстеров этого направления стал Р. В. Захаров, работающий вместе с режиссёром С. Э. Радловым и композитором Б. Асафьевым. В их спектаклях Андрей Лопухов создавал интересные образы в партиях второго плана: ханского визиря Нурали в хореографической поэме «Бахчисарайский фонтан», поставленном 28 сентября 1934 и ставшим одним из эталонов жанра, балетмейстера в хореографическом романе «Утраченные иллюзии», поставленном 3 января 1936.
Яркий образ Меркуцио был создан в поставленном 1940 года балетмейстером Л. М. Лавровским балете С. С. Прокофьева «Ромео и Джульетта».

## Отзывы об артисте
«…А. В. Лопухов был танцовщиком и педагогом самого высокого класса… Во всех своих партиях он восхищал зрителя, да и нас, специалистов, чистотой техники, строгостью, изяществом формы и порывистым темпераментом. Он был первоклассным исполнителем испанских, венгерских, цыганских и польских, которые в изобилии насыщают балеты Петипа и Горского и которые я определяю как классическую форму характерного танца. Находились люди, которые превознося его как танцовщика, отрицали у него наличие актерских данных. Но он опроверг это, создав два необыкновенно ярких танцевальных образа, причем резко контрастных. Это Нурали в „Бахчисарайском фонтане“ и Меркуцио в „Ромео и Джульетте“. Пожалуй, его можно даже считать первым из характерных танцовщиков, достигшим в этой области таких поразительных результатов». (М. Михайлов).
«…Имя Андрея Васильевича Лопухова неразрывно связано с исканиями, экспериментами, со всем новым, что зарождалось и вырастало в стенах нашего театра. Андрей Васильевич… первый и непревзойденный исполнитель Баска, Нурали, Меркуцио и множества других партий… Я не знаю более достойного примера истинного художника, педагога и человека» (И. Бельский).
«Андрей Лопухов по мягкости, бесшумной грации, эластичности и характерному темпераменту является лучшим ленинградским танцовщиком» И. Соллертинский «Светлый ручей» в Государственном Малом оперном театре